# Omsewitz
Omsewitz – osiedle Drezna, położone w zachodniej części miasta.
Miejscowość powstała jako osada słowiańska. Najstarsza wzmianka o miejscowości Omasuwicz pochodzi z 1317. W 1834 wieś zamieszkiwało 108 osób, a w 1910 874 osób. W 1930 miejscowość włączono w granice Drezna.
Graniczy z osiedlami Ockerwitz, Merbitz, Briesnitz, Leutewitz, Gorbitz, Gompitz i Mobschatz.